# Loch Drunkie
Loch Drunkie (schottisch-gälisch: Loch Drongaidh) ist ein kleiner Süßwassersee am Südrand der schottischen Highlands in der Council Area Stirling. Er liegt nur 400 m südwestlich von Loch Venachar und circa neun Kilometer westlich von Callander im Loch Lomond and the Trossachs National Park.
Loch Drunkie ist etwa 2,3 km lang und maximal 500 m breit. Der See wird von keiner Straße erschlossen ist aber im Sommer über einen straßenähnlich ausgebauten gebührenpflichtigen  Waldweg zu erreichen. Ortschaften oder Ansiedlungen am Ufer existieren keine. Der See, in dem vor allem Seeforellen gefangen werden können, ist bei Anglern sehr beliebt. Das fast vollständig bewaldete Gelände um den See wird regelmäßig von Wanderern und Mountain-Bikern bevölkert.